# Cophoscincopus senegalensis
Cophoscincopus senegalensis — вид сцинкоподібних ящірок родини сцинкових (Scincidae). Мешкає в Сенегалі і Гвінеї. Описаний у 2012 році.

## Поширення і екологія
Cophoscincopus senegalensis мешкають в горах Фута-Джаллон на південному сході Сенегалу і на північному сході Гвінеї. Вони живуть на берегах невеликих гірських річок і струмків зі стрімкою течією, в каньойнах і в галерейних лісах в саванах. Зустрічаються на висоті від 100 до 500 м над рівнем моря.